# Cristóvão de Morais

Retrato do Rei D. Sebastião (1571-74), por Cristóvão de Morais, no Museu Nacional de Arte Antiga

Cristóvão de Morais foi um pintor português do Maneirismo, ativo entre 1551 e 1571 na corte portuguesa. Dedicou-se à pintura de retratos e retábulos, assim como à decoração.
É possível que fosse de origem castelhana e que tenha estudado em Antuérpia. Em 1554 foi indicado examinador de pintores, o que indica o grau de estima em que era tido pela corte. Em 1551 decorou uma liteira real entalhada por Diogo de Çarça e em 1554 uma cama para a câmara da rainha D. Catarina, esposa de D. João III, ambas obras perdidas. Em 1567 pintou o retábulo-mor da igreja do Convento da Conceição de Beja, também perdido.
Suas obras mais conhecidas são dois retratos do rei D. Sebastião, um localizado no Convento das Descalças Reais em Madrid e o outro, muito semelhante ao primeiro, localizado hoje no Museu de Arte Antiga de Lisboa. O retrato madrilenho, de corpo inteiro, é assinado e datado "1565 Christoforus a Morales faciebat", enquanto que o lisboeta foi realizado provavelmente em 1571 a pedido de D. Catarina, avó de Sebastião. Nestas obras o jovem rei é representando com uma expressão fria e desafiante, condizente com sua personalidade, e veste uma esplêndida armadura. Segundo Vítor Serrão, o retrato do rei "constitui um dos marcos mais transcendentes de nossa cultura maneirista".